# Curoca
Curoca (auch Kuroca) ist ein Landkreis (Município) der Provinz Cunene in Angola, der durch die beiden Gemeinden (Comunas) Chitado und Oncócua gebildet wird.
Auf einer Fläche von 7998 km² liegen 25 Siedlungen; neben Chitado und Oncócua sind die wichtigsten Manbonde, Tchipaunco, Tapela und Woru. Die Einwohnerzahl war 2014 auf 41.750 gesunken, nach etwa 56.000 Einwohnern im Jahr 2011.
Bis zur Unabhängigkeit Angolas trug die koloniale Verwaltungseinheit den Namen Vila de Aviz, nach dem portugiesischen Ort Avis in alter Schreibweise. Ab 1975 wurde Oncócua (teils fälschlicherweise als Ortschaft Curoca bezeichnet) zum Sitz des Landkreises von Curoca, der nach dem hier verlaufenden Fluss Curoca benannt ist.